# くさのあきひろ
くさの あきひろ（1960年12月29日 - ）は、日本の漫画家、イラストレーター。北海道出身。血液型はAB型。デビュー時は「草野アキヒロ」名義だった。

## 略歴
- 1985年、北海道の大学卒業後に上京。三浦みつる、わたせせいぞうの下でアシスタントをする。
- 1986年、きたがわ翔と出会い、趣味のファッションなどで話が合い、友人関係となる。
- 1987年、『Yのテンション』（アフタヌーン（講談社））でデビュー。
- 2003年から3年間、財団法人日本青年館結婚相談所相談員。

## 作品リスト
- Yのテンション
- バサラ（原作、舟崎克彦）
- パートナー
- 逢いたくて - 全3巻
- SINGLES - 全3巻
- NEW H! パラダイス

## 師匠
- 三浦みつる
- わたせせいぞう

## 友人
- きたがわ翔（『NINETEEN 19』に登場する「草野宏昭」は「くさのがモデル」だと、きたがわ自身がコメントしている）

## 外部サイト
- くさのあきひろ公式サイト